# رضا فیاضی
رضا فیاضی (با نام اصلی عبدالرضا فیاضی) (زاده ۱۵ تیر ۱۳۳۲) بازیگر، نویسنده، صداپیشه، کارگردان و مجری ایرانی است. او همچنین چندین مجموعه داستان و شعر به چاپ رسانده‌است.

## زندگی
در سال ۱۳۳۲ در محله آسیه آباد اهواز متولد شد در خاطرات خود می‌گوید وی در روزهای ملّی شدن صنعت نفت به‌دنیا آمده بود، تا قبل از رفتن به مدرسه برای او شناسنامه نگرفته و نامی انتخاب نکرده بودند و او را «ملّی» صدا می‌زده‌اند.
مدرک دیپلم را دن شهر دریافت کرد و پس از آن به بازیگری در تئاتر و فیلم کوتاه پرداخت و کارگردانی تئاتر را نیز تجربه کرد. در سال ۱۳۵۴ وارد دانشکده هنرهای زیبا شد. با اجرای تئاتر در مدارس در دوران راهنمایی و دبیرستان کار غیر حرفه‌ای خود را آغاز کرد.

## شروع فعالیت
در سال ۱۳۵۵ در سریال «گلباران» به کارگردانی «رضا بابک» به ایفای نقش پرداخت. سپس در فیلم «چریکه تارا» (بهرام بیضایی) حضور پیدا کرد و در کنار بازیگری مدیریت صحنه را نیز عهده‌دار شد. فیاضی پس از آن به فعالیت در زمینه‌های مختلف هنری از جمله نویسندگی، نمایش عروسکی و کارهای رادیویی پرداخت و در چندین برنامه تلویزیونی به عنوان مجری حضور پیدا کرد. وی همچنین به عنوان داور جشنواره شعر عربی در شادگان دعوت شد.

## فیلم‌شناسی

### سینما
1. معجزه پروین (۱۴۰۲)
2. من ترامپ نیستم! (۱۳۹۹)
3. و با تشکر از خانواده رجبی (۱۳۹۸)
4. کار کثیف (فیلم ۱۳۹۶)
5. نرگس مست (۱۳۹۵)
6. یوسف هور (۱۳۹۱)
7. خنده در باران (۱۳۹۰)
8. پرنده باز (۱۳۸۹)
9. مینی‌بوس (۱۳۸۹)
10. همبازی (۱۳۸۸)
11. سبز کوچک (۱۳۸۶)
12. گزارش مریم (۱۳۸۴)
13. در به درها (۱۳۸۳)
14. آسمان پرستاره (۱۳۷۸)
15. بودن یا نبودن (۱۳۷۷)
16. ارابه مرگ (۱۳۷۵)
17. روز واقعه (۱۳۷۳)
18. روسری آبی (۱۳۷۳)
19. مرد پنجم (۱۳۷۳)
20. عبور از تله (۱۳۷۲)
21. مجسمه (۱۳۷۱)
22. گزل (۱۳۶۸)
23. کارآگاه ۲ (۱۳۶۷)
24. چریکه تارا (۱۳۵۷)

### تلویزیون
| سال       | نام اثر                          | سمت                        | کارگردان                    | پخش |
| --------- | -------------------------------- | -------------------------- | --------------------------- | --- |
| ۱۴۰۱      | جزر و مد                         | بازیگر                     | علی عبدالعلی زاده           | شبکه ۲ |
| ۱۴۰۱      | خوشنام                           | بازیگر                     | علیرضا نجف زاده             | شبکه ۱ |
| ۱۳۹۸      | دریا نزدیک است                   | بازیگر                     | علی موسی مهدی پور           | شبکه ۳ |
| ۱۳۹۷      | ایراندخت                         | بازیگر                     | محمدرضا ورزی                | شبکه ۱ |
| ۱۳۹۴–۱۳۹۵ | معمای شاه                        | بازیگر                     | محمدرضا ورزی                | شبکه ۱ جمعه‌ها |
| ۱۳۹۴      | کیمیا                            | بازیگر                     | جواد افشار                  | شبکه دو |
| ۱۳۹۳      | راه شیری                         | بازیگر                     | گروه کارگردانان             | شبکه ۲ تولید این مجموعه، از سال ۱۳۸۷ آغاز شد.                                                                                        |
| ۱۳۹۲      | نوشدارو                          | بازیگر                     | جواد اردکانی                | شبکه ۱ |
| ۱۳۹۲      | بچه‌های نسبتاً بد                  | بازیگر                     | سیروس مقدم                  | شبکه یک |
| ۱۳۹۱      | مثل من، مثل تو                   | بازیگر                     | محمود معظمی                 | |
| ۱۳۹۱      | تجربه‌های آقای خوشبخت             | صداپیشه                    | حامد عزیزی                  | شبکه آموزش |
| ۱۳۹۱      | کلاه پهلوی                       | بازیگر                     | سید ضیاءالدین دری           | شبکه ۱ |
| ۱۳۹۰      | با بهار تا بهار                  | بازیگر                     | محمود معظمی                 | این برنامه در آغاز، «امروز و فردا» نام داشت و از برنامه کودک و نوجوان شبکه ۲ پخش می‌شد.                                               |
| ۱۳۸۹      | تبریز در مه                      | بازیگر                     | محمدرضا ورزی                | |
| ۱۳۸۸      | تله‌فیلم «جویندگان صندوقچه طلا»   | بازیگر                     | حسین تبریزی                 | در عید فطر ۱۳۸۸ از شبکه ۲ پخش شد. |
| ۱۳۸۸      | تله‌تئاتر «عیش و نیستی»           | بازیگر                     | هادی مرزبان                 | شبکه ۴ کارگردان تلویزیونی: «مسعود فروتن»                                                                                             |
| ۱۳۸۷      | آواز در باران                    | بازیگر                     | صدرالدین شجره               | شبکه ۴ کارگردان تلویزیونی: «حسین احمدی»                                                                                              |
| ۱۳۸۷      | امین و مینا                      | بازیگر                     | هنگامه مفید                 | شبکه قرآن |
| ۱۳۸۶      | روزگار قریب                      | بازیگر                     | کیانوش عیاری                | سیمافیلم |
| ۱۳۸۴      | عسل‌ها و مثل‌ها (سری دوم)          | بازیگر                     | مجتبی یاسینی                | پخش در رمضان ۸۴ |
| ۱۳۸۲      | باغچه مینو                       | بازیگر                     | رضا صفدری                   | شبکه ۳ |
| ۱۳۸۲      | رانت‌خوار کوچک                    | بازیگر                     | حسین سهیلی‌زاده              | شبکه تهران |
| ۱۳۸۲      | عباسقلی خان دوم                  | بازیگر                     | محمد اقتصاد                 | برنامه کودک و نوجوان شبکه ۱ |
| ۱۳۸۱      | تله‌تئاتر «بازرس کل»              | بازیگر                     | محمد رحمانیان               | شبکه ۴ کارگردان تلویزیونی: «ساسان امیرپور»                                                                                           |
| ۱۳۸۱      | زیر آسمان شهر - سری سوم          | بازیگر مهمان               | مهران غفوریان               | شبکه ۳ |
| ۱۳۸۱      | دیوانه در شهر                    | بازیگر                     | غلامرضا رمضانی              | در نوروز ۱۳۸۲ از شبکه ۲ پخش می‌شد. |
| ۱۳۸۱      | از تو به یک اشاره                | بازیگر و کارگردان          | رضا فیاضی                   | |
| ۱۳۸۱      | خونه یه قصه                      | بازیگر                     | عبدالرضا منجزی              | کارگردان تلویزیونی: «بهروز طباطبایی»                                                                                                 |
| ۱۳۸۱      | پسرخاله‌ها                        | بازیگر و کارگردان          | رضا فیاضی                   | |
| ۱۳۸۱      | پشت صحنه                         | بازیگر، نویسنده و کارگردان | رضا فیاضی                   | |
| ۱۳۷۹      | نوروزی‌ها                         | بازیگر                     | بهروز بقایی                 | |
| ۱۳۷۹      | ماجراهای خانواده تمدن ۲          | بازیگر                     | غلامعباس قنبری سپهر محمدی   | در برنامه «سیمای خانواده» پخش می‌شد.                                                                                                  |
| ۱۳۷۹      | خانه ما                          | بازیگر مهمان               | مسعود کرامتی                | شبکه ۳ |
| ۱۳۷۸      | کژدم ۳۳                          | بازیگر                     | مهدی شمسایی                 | |
| ۱۳۷۸      | ورثه آقای نیکبخت                 | بازیگر                     | مرضیه برومند                | |
| ۱۳۷۷–۱۳۷۸ | هتل (مجموعه تلویزیونی ۱۳۷۷)      | بازیگر مهمان               | مرضیه برومند                | شبکه تهران |
| ۱۳۷۷      | همشاگردی‌ها                       | بازیگر                     | محسن شاه‌محمدی احمد نجیب‌زاده | شبکه ۱ |
| ۱۳۷۷      | عاقبت نقدفروشی، عاقبت نسیه فروشی | بازیگر                     | رضا ژیان                    | |
| ۱۳۷۷–۱۳۷۶ | پسران عاقل                       | بازیگر مهمان               | فریدون حسن‌پور               | برنامه کودک و نوجوان شبکه ۲ |
| ۱۳۷۶      | جشن تولد                         | نویسنده و کارگردان هنری    | رضا فیاضی                   | کارگردان تلویزیونی: «ژاله صدری» در برنامه کودک و نوجوان شبکه ۲ پخش می‌شد.                                                             |
| ۱۳۷۶      | گالری ۹                          | بازیگر                     | غلامرضا رمضانی              | |
| ۱۳۷۵–۱۳۷۶ | سیاه، سفید، خاکستری              | بازیگر                     | سیامک شایقی                 | شبکه ۲ |
| ۱۳۷۵–۱۳۷۶ | تهران ۱۱- ۵۹۵ ج ۴۸               | بازیگر                     | مرضیه برومند                | بازی در اپیزود «جمعه» |
| ۱۳۷۴–۱۳۷۶ | پهلوانان نمی‌میرند                | بازیگر                     | حسن فتحی                    | شبکه ۲ |
| ۱۳۷۵      | گلستان                           | بازیگر                     | محمدتقی رنجبر               | شبکه ۱ |
| ۱۳۷۵      | زمستانه                          | بازیگر                     | ؟                           | شبکه ۲ |
| ۱۳۷۵      | خانواده رضایت                    | بازیگر                     | حمید امجد مازیار میری       | |
| ۱۳۷۵      | دنیای شیرین                      | بازیگر                     | بهروز بقایی                 | در برنامه کودک و نوجوان شبکه ۱ پخش می‌شد.                                                                                             |
| ۱۳۷۵      | نوعی دیگر                        | بازیگر                     | بهروز بقایی                 | کارگردان تلویزیونی: «منوچهر شمسایی»                                                                                                  |
| ۱۳۷۵      | دومین انفجار                     | بازیگر                     | نادر مقدس                   | شبکه ۱ |
| ۱۳۷۳–۱۳۷۵ | یک تابلو، یک حماسه               | نویسنده و کارگردان هنری    | رضا فیاضی                   | از برنامه کودک و نوجوان شبکه ۲ پخش می‌شد.                                                                                             |
| ۱۳۷۴      | پردهٔ عجایب                       | بازیگر                     | داریوش مؤدبیان              | بازی در اپیزود «سرقت مسلحانه» |
| ۱۳۷۳–۱۳۷۴ | قصه‌های تابه‌تا                    | بازیگر                     | مرضیه برومند                | از برنامه کودک و نوجوان شبکه ۲ پخش می‌شد.                                                                                             |
| ۱۳۷۳      | عاطفه                            | بازیگر                     | حسن فتحی                    | کارگردان تلویزیونی: «محمود رضایی» |
| ۱۳۷۳      | هدف گم‌شده                        | بازیگر                     | یوسف سیدمهدوی               | شبکه ۱ |
| ۱۳۷۱      | بازنشستگی                        | بازیگر کارگردان            | رضا فیاضی                   | شبکه ۲ |
| ۱۳۷۰      | هزار برگ و هزار رنگ              | بازیگر                     | حسین محب‌اهری، حسین فردرو    | قطعات کوتاه نمایشی که در برنامه کودک و نوجوان شبکه ۱ پخش می‌شد.                                                                       |
| ۱۳۶۹–۱۳۷۰ | نمایش‌های طنز                     | نویسنده                    | رسول نجفیان                 | سایر نویسندگان این مجموعه نمایشی طنز که بر اساس داستانهایی از طنزنویسان مشهور دنیا نوشته شده بود، «رسول نجفیان» و «حسین مروی» بودند. |
| ۱۳۶۹      | آرایشگاه زیبا                    | بازیگر مهمان               | مرضیه برومند                | |
| ۱۳۶۹      | مهر و ماه                        | بازیگر                     | حمید لبخنده                 | شبکه ۲ |
| ۱۳۶۸      | ظلم شاهان                        | بازیگر                     | مجتبی یاسینی                | |
| ۱۳۶۸      | سلامتی چه خوبه                   | بازیگر                     | علی‌رضا خمسه ایرج طهماسب     | شبکه ۱ |
| ۱۳۶۸      | حکایت‌نامه (لطائف المتون)         | بازیگر                     | حمید لبخنده                 | شبکه ۲ کارگردان تلویزیونی: «قاسم شاکری»                                                                                              |
| ۱۳۶۷      | تله‌تئاتر «یکی از این روزها»      | بازیگر                     | فریدون فرهودی               | |
| ۱۳۶۶      | سایه‌های بلند                     | بازیگر                     | اسدالله ایمن                | شبکه ۱ |
| ۱۳۶۶      | مرغ حق                           | بازیگر                     | حسین مختاری                 | |
| ۱۳۶۶      | قصه‌های کوچه ما                   | بازیگر، نویسنده و کارگردان | رضا فیاضی                   | |
| ۱۳۶۶      | راویان اخبار                     | بازیگر                     | اسدالله ایمن                | بازی در اپیزود «مرد آخر» کارگردانی هنری: «حمید لبخنده»                                                                               |
| ۱۳۶۶      | مجموعه عروسکی «هادی و هدا»       | نویسنده                    | اردشیر کشاورزی              | یکی دیگر از نویسندگان این مجموعه، «رضا شمس» بود.                                                                                     |
| ۱۳۶۵      | آرزو                             | بازیگر                     | رضا بابک مسعود کرامتی       | گروه کودک و نوجوان شبکه ۱ کارگردان تلویزیونی: «فرانک دولتشاهی»                                                                       |
| ۱۳۶۵      | زاغی                             | نویسنده کارگردان هنری      | رضا فیاضی                   | گروه کودک و نوجوان شبکه ۱ کارگردان تلویزیونی: «نفیسه حسابی»                                                                          |
| ۱۳۶۴      | گلاب بپاش                        | بازیگر                     | سعید نیک‌پور                 | در برنامه کودک و نوجوان پخش می‌شد. |
| ۱۳۶۴      | پیر وفا (تاریخ اسلام)            | بازیگر                     | مجتبی یاسینی                | کارگردان تلویزیونی: «بیژن صمصامی» |
| ۱۳۶۴      | مجموعه عروسکی «زاغچه کنجکاو»     | کارگردان                   | رضا فیاضی                   | |
| ۱۳۶۳–۱۳۶۴ | امیرکبیر                         | بازیگر                     | سعید نیک‌پور                 | شبکه ۱ |
| ۱۳۶۱–۱۳۶۲ | شاه‌شکار                          | بازیگر                     | سعید نیک‌پور                 | |
| ۱۳۶۱      | اولین بار که در انقلاب شرکت کردم | بازیگر                     | گروه کارگردانان             | |
| ۱۳۵۵      | گلباران                          | بازیگر                     | رضا بابک                    | |

| سال  | نام مجموعه        | کارگردان        | پخش             |
| ---- | ----------------- | --------------- | --------------- |
| ۱۴۰۲ | عقرب عاشق         | حسین سهیلی‌زاده  | ۱۲ تیر ۱۴۰۲     |
| ۱۴۰۱ | روزی روزگاری مریخ | پیمان قاسم خانی | ۱۴۰۱            |
| ۱۳۹۹ | سریال دادزن       | سیامک خواجه وند | هنوز منتشر نشده |

| سال  | نام فیلم        | سمت    | کارگردان | نام نقش     | پخش         |
| ---- | --------------- | ------ | -------- | ----------- | ----------- |
| ۱۳۹۹ | من ترامپ نیستم! | بازیگر | رضا خرّم  | دانلد ترامپ | پرایم ویدیو |

## نویسندگی و شعر
رضا فیاضی علاوه بر کار کارگردانی و بازیگری تألیفاتی در شعر، نویسندگی داستان، رمان و خاطره‌نویسی دارد که آخرین کتاب‌های وی با عنوان‌های روایت‌های زنانه و الو اینجا پدری به قتل رسیده توسط نشر آواژ به چاپ رسیده‌اند. روایت‌های زنانه مجموعه داستانی است با محوریت زنان و الو اینجا پدری به قتل رسیده اولین رمان چاپ شده از رضا فیاضی است.
همچنین کتاب دیگری تحت عنوان آسیه آباد از سوی انتشارات امیرکبیر و رمانی با عنوان تتو از سوی نشر آواژ به زودی منتشر می‌گردد.
از جمله نوشته‌های وی می‌توان به موارد زیر اشاره نمود:
- قصّه‌های آسیه‌آباد (اوّلین کتاب وی)
- قصّه‌های ملّی
- چی می‌خوری بق‌بقووو؟ (کتاب کودک)
- ت مثل تئاتر (نمایشنامه، از انتشارات کانون پرورش فکری کودکان و نوجوانان)
- عصا، عصای کارگشا (نمایشنامه، از انتشارات کانون پرورش فکری کودکان و نوجوانان)
- بانوی نیلوفر
- بازیگر
- روایت‌های زنانه
- الو اینجا پدری به قتل رسیده‌است.